# Dope
Dope är ett metalband. Bandet bildades 1997 i New York City av bröderna Edsel och Simon Dope som föddes i södra Florida, men växte inte upp ihop efter att föräldrarna skilde sig. Bröderna möttes senare åter i Brooklyn, New York där de bildade bandet Dope.
Bandet är främst känt för låten "Die Motherfucker Die" från skivan Life. Låten blev ett hett debattämne när den kom ut på grund av den aggressiva texten.
Dope har även medverkat i Guitar Hero 3 med låten "Nothing for Me Here".

## Medlemmar

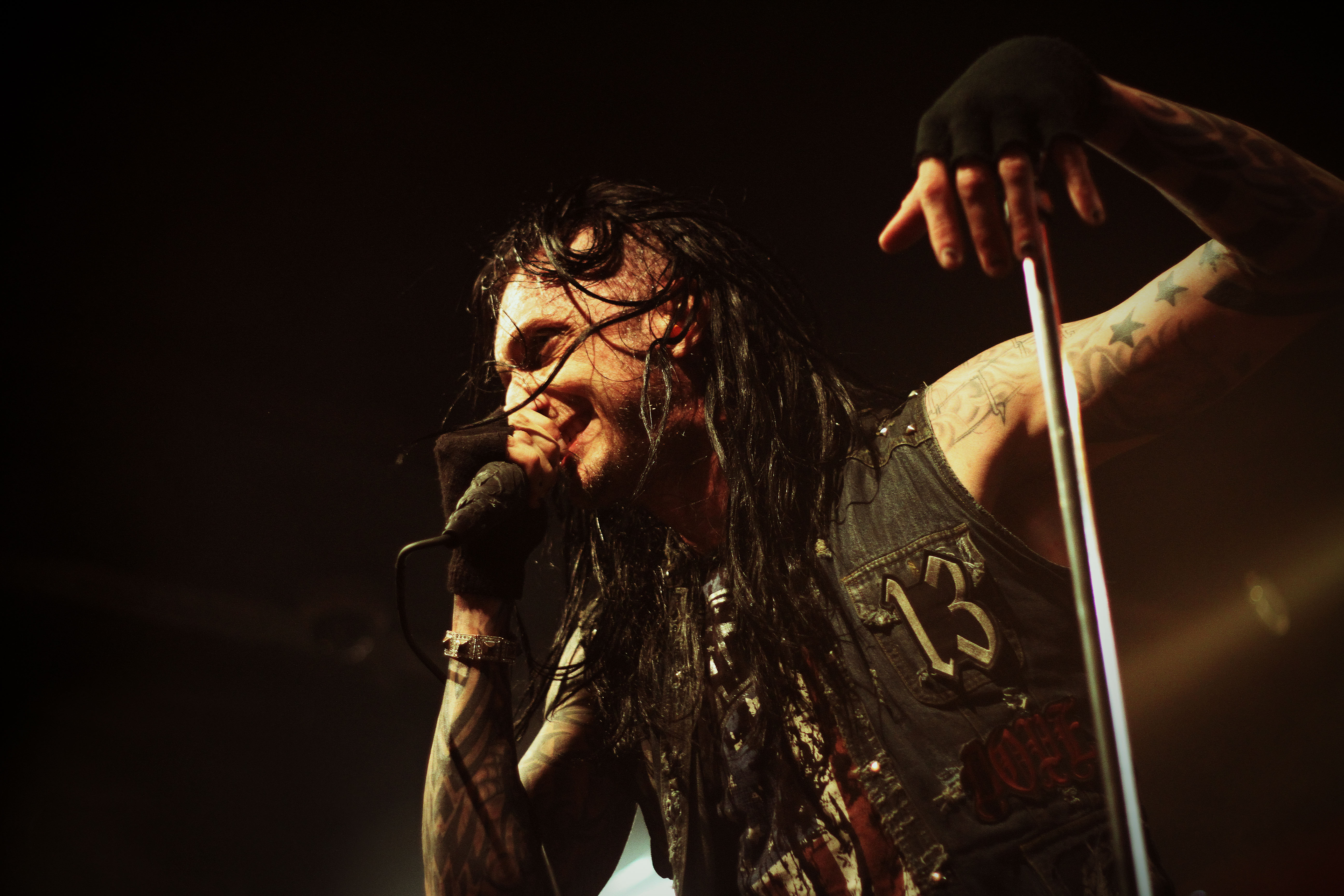
Edsel Dope
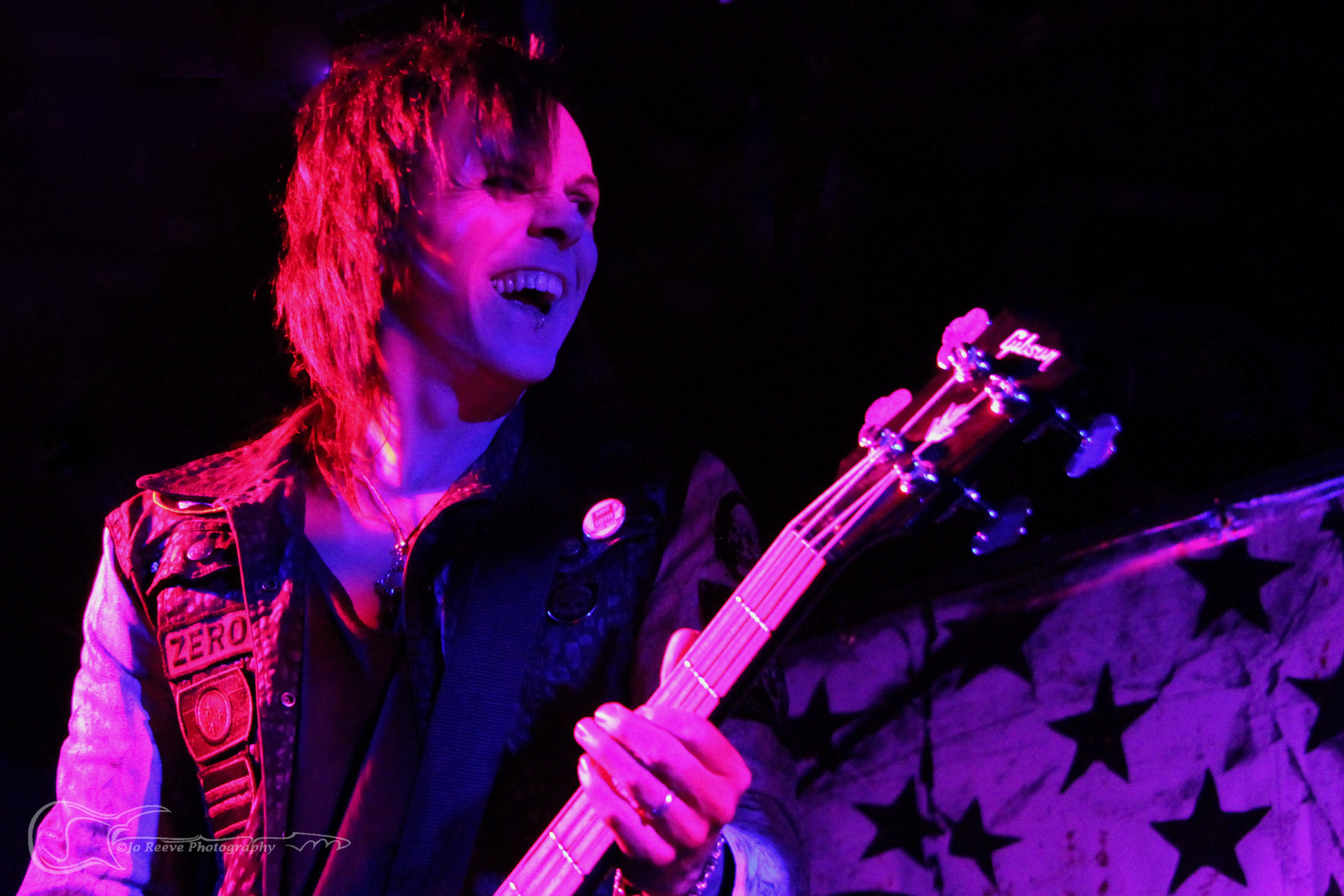
Acey Slade
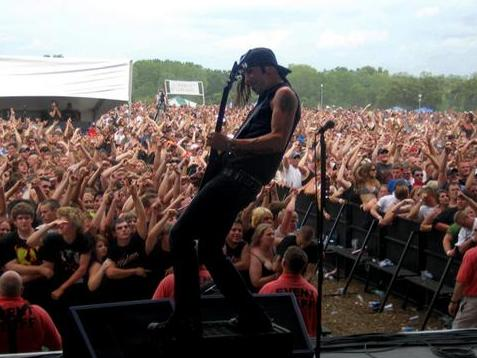
Virus
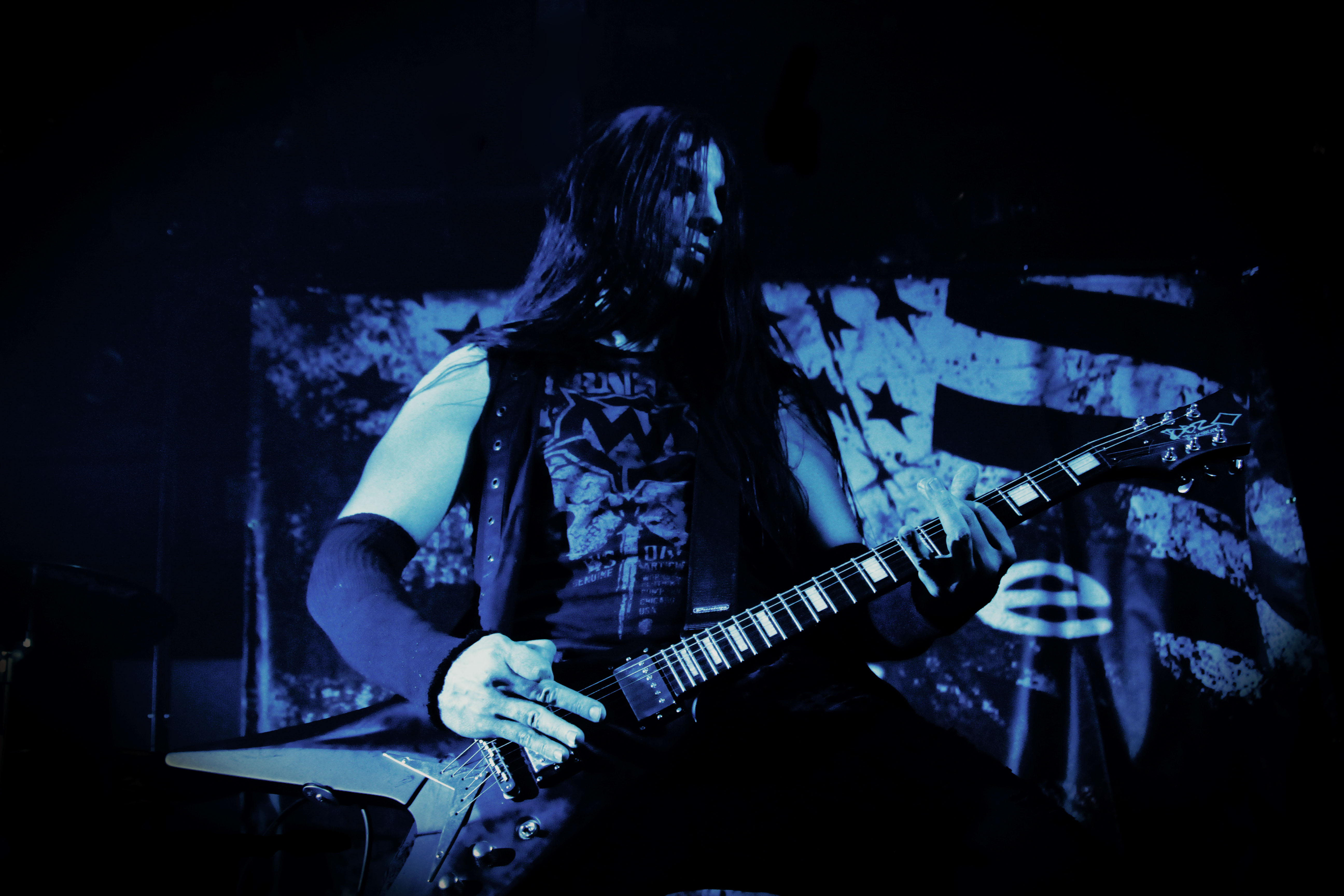
Nick Dibs

Nuvarande medlemmar
- Edsel Dope (Brian Charles Ebejer) – sång, rytmgitarr, keyboard, sampling (1997– )
- Virus (Andre Michel Karkos) – sologitarr, keyboard, bakgrundssång (2000–2013, 2015– ), rytmgitarr (2000–2002)
- Acey Slade (Emil John Schmidt IV) – basgitarr (1998–2000, 2015– ), sologitarr (2000–2002)
- Racci "Dr. Sketchy" Shay – trummor (2001–2003, 2006, 2015– ), basgitarr (2004–2005)

Tidigare medlemmar
- Simon Dope – keyboard, slagverk, programmering, bakgrundssång (1997–2001)
- Preston Nash – trummor (1997–2000)
- Sloane "Mosey" Jentry – sologitarr (1997–1998), basitarr (2000–2004)
- Tripp Eisen (Tod Rex Salvador) – basgitarr (1997–1998), sologitarr (1998–2000)
- Adrian Ost - trummor (2004)
- Dan Fox – trummor (2005–2006, 2013–2015)
- Brett "Brix" Milner – basgitarr (2006–2007)
- Andrew "Angel" Bartolotta – trummor (2006–2013)
- Derrick "Tripp" Tribbett – basgitarr, bakgrundssång (2007–2013)
- Nikk Dibs – sologitarr (2013–2015)
- Jerms Genske – basgitarr (2013–2015), sologitarr (2015)

## Diskografi
Studioalbum
- Felons And Revolutionaries (1999)
- Life (2001)
- Group Therapy (2003)
- American Apathy (2005)
- No Regrets (2009)
- Blood Money:
  - Part 1. (2016)
  - Part 2. (2019)

Livealbum
- Live From Moscow Russia (2016)

EP
- Felons and Revolutionaries (promo) (1999)
- Felons and Revolutionaries Snippet Tape (1999)
- Metal EP (1999)

Singlar (topp 50 på Billboard Hot Mainstream Rock Tracks)
- "You Spin Me Round (Like a Record)" (2000) (#37)
- "Now or Never" (2001) (#28)
- "Slipping Away" (2002) (#29)
- "Always" (2005) (#38)
- "Addiction" (2009) (#33)

Samlingsalbum
- Felons for Life (2002)